# Percnia fumidaria
Percnia fumidaria là một loài bướm đêm trong họ Geometridae.